# A30-as autópálya (Olaszország)
Az A30-as autópálya Salernót és Casertát köti össze egymással.

## Útvonal
| CASERTA - SALERNO |                                              |      |      |       |            |
| Típus             | Jelzés                                       | ↓km↓ | ↑km↑ | Megye | Európai út |
|                   | Milánó - Nápoly                              | 0    | 55,3 | CE    |            |
|                   | "Tre Ponti" pihenőhely                       | 16   | 39   | CE    |            |
|                   | Nola                                         | 19   | 36   | NA    |            |
|                   | Nápoly - Canosa                              | 20   | 35   | NA    |            |
|                   | Palma Campania                               | 32   | 23   | NA    |            |
|                   | "Angioina" pihenőhely                        | 33   | 22   | NA    |            |
|                   | Sarno                                        | 36   | 19   | SA    |            |
|                   | Nocera - Pagani                              | 40   | 15   | SA    |            |
|                   | Castel San Giorgio                           | 44   | 11   | SA    |            |
|                   | Barriera Salerno                             |      |      | SA    |            |
|                   | Mercato San Severino                         |      |      | SA    |            |
|                   | Salerno - Avellino Salerno - Reggio Calabria | 55,3 | 0    | SA    |            |

## Fordítás
- Ez a szócikk részben vagy egészben  az   Autostrada A30 című olasz Wikipédia-szócikk fordításán alapul.  Az eredeti cikk szerkesztőit annak laptörténete sorolja fel. Ez a jelzés csupán a megfogalmazás eredetét és a szerzői jogokat jelzi, nem szolgál a cikkben szereplő információk forrásmegjelöléseként.